# Dimension (Mathematik)
Die Dimension ist ein Konzept in der Mathematik, das im Wesentlichen die Anzahl der Freiheitsgrade einer Bewegung in einem bestimmten Raum bezeichnet.
Der Begriff der Dimension tritt in einer Vielzahl von Zusammenhängen auf. Kein einzelnes mathematisches Konzept vermag es, die Dimension für alle Situationen zufriedenstellend zu definieren, darum existieren für verschiedene Räume auch unterschiedliche Dimensionsbegriffe.

## Dimension eines Vektorraumes (Hamel-Dimension)
Am bekanntesten ist die Dimension eines Vektorraums, auch Hamel-Dimension genannt. Sie ist gleich der Mächtigkeit einer Basis des Vektorraums. Folgende Aussagen sind hierzu äquivalent:
- Die Dimension ist gleich der Mächtigkeit eines minimalen Erzeugendensystems.
- Die Dimension ist gleich der Mächtigkeit eines maximalen Systems linear unabhängiger Vektoren.

Beispielsweise besitzt der geometrisch anschauliche euklidische 3-Raum die Dimension 3 (Länge, Breite, Höhe). Die euklidische Ebene hat die Dimension 2, die Zahlengerade die Dimension 1, der Punkt die Dimension 0. Allgemein hat der Vektorraum {\displaystyle \mathbb {R} ^{n}} die Dimension {\displaystyle n}.
Die Dimension von {\displaystyle \mathbb {C} } hängt im Wesentlichen davon ab, ob man einen Vektorraum über dem Körper {\displaystyle \mathbb {R} } oder {\displaystyle \mathbb {C} } betrachtet, das bedeutet
{\displaystyle \operatorname {dim} _{\mathbb {C} }(\mathbb {C} )=1\quad } aber {\displaystyle \quad \operatorname {dim} _{\mathbb {R} }(\mathbb {C} )=2.}
Vektorräumen, die kein endliches Erzeugendensystem besitzen, kann man ebenfalls die Mächtigkeit eines minimalen Erzeugendensystems als Dimension zuordnen; es handelt sich dabei dann um eine unendliche Kardinalzahl. Ein Vektorraum mit endlicher Dimension heißt endlichdimensional, ansonsten unendlichdimensional.
Das Wort „Hamel-Basis“ wird vor allem für unendlichdimensionale Vektorräume verwendet, weil Georg Hamel als Erster (mit Hilfe des Wohlordnungssatzes, also des Auswahlaxioms) die Existenz einer Basis auch in diesem Fall bewiesen hat.

## Hilbertraum-Dimension
Jeder Hilbertraum besitzt eine Orthonormalbasis. Nur wenn diese endlich viele Elemente hat, ist sie eine Hamel-Basis im oben definierten Sinne. Weil je zwei Orthonormalbasen gleich viele Elemente haben, ist die Dimension des Hilbertraums als die Kardinalität einer Orthonormalbasis definiert; es handelt sich hierbei um eine Kardinalzahl. Diese Kardinalzahl ist ausreichend, um Hilberträume komplett zu klassifizieren: Zu jeder Kardinalzahl gibt es bis auf Isomorphie genau einen Hilbertraum, der eine Orthonormalbasis der entsprechenden Kardinalität besitzt.
Beispiel – Kardinalität Hilbertraum
Der Hilbertraum {\displaystyle L^{2}([0,1])} der quadratintegrierbaren Funktionen auf {\displaystyle [0,1]} hat Hilbertraum-Dimension {\displaystyle \aleph _{0}} – die Hamel-Dimension ist aber echt größer.

## Dimension einer Mannigfaltigkeit
Bekannte zweidimensionale Mannigfaltigkeiten sind die Oberfläche einer Kugel oder das Möbiusband.

### Homöomorphie von Umgebungen zu Euklidischen Räumen
Jeder Punkt einer Mannigfaltigkeit hat eine Umgebung, die homöomorph zum {\displaystyle n}-dimensionalen Euklidischen Raum ist; dieses {\displaystyle n} heißt Dimension der Mannigfaltigkeit. So hat beispielsweise jeder Punkt auf einer Kugeloberfläche eine kleine Umgebung, die im Wesentlichen als „zwei-dimensionale ebene Fläche“ aufgefasst werden kann.

### Zusammenhängende Mannigfaltigkeiten
Um zu verhindern, dass die Dimension von der Wahl des Punktes abhängt, wird der Dimensionsbegriff üblicherweise nur für zusammenhängende Mannigfaltigkeiten verwendet oder Mannigfaltigkeiten werden von vorneherein so definiert, dass der Modellraum und damit die Dimension überall die gleichen sind. So hat beispielsweise ein Punkt auf der Fläche des Möbiusbands eine „360°-Umgebung“, ein Punkt an der Kante jedoch nur eine „180°-Umgebung“.

## Dimension eines metrischen Raumes
Die Hausdorff-Dimension ermöglicht es, jeder Teilmenge eines metrischen Raumes eine Dimension zuzuordnen. Die Hausdorff-Dimension ist das Infimum über alle {\displaystyle s>0}, für die das Hausdorff-Maß {\displaystyle H^{s}(X)} Null ist. Dies ist gleichbedeutend mit dem Supremum über alle {\displaystyle s>0}, für die das Hausdorff-Maß unendlich ist.

## Dimension eines Simplizialkomplexes
Die Dimension eines abstrakten Simplex, das {\displaystyle k+1} Ecken enthält, ist definiert als {\displaystyle k}. Die Dimension des Simplizialkomplexes {\displaystyle {\mathcal {K}}} ist definiert als das Maximum der Dimension aller in {\displaystyle {\mathcal {K}}} vorkommender Simplizes. Falls die Dimension der Simplizes nicht beschränkt ist, dann heißt {\displaystyle {\mathcal {K}}} unendlichdimensional.

## Kettenlänge als Dimension
Die Dimension eines Vektorraums ist gleich der maximalen Länge (Anzahl von Inklusionen) einer Kette von ineinander enthaltenen Unterräumen. Die Sichtweise der Dimension als Kettenlänge lässt eine Verallgemeinerung auf andere Strukturen zu.

### Krulldimension
So ist etwa die Krulldimension eines kommutativen Rings als maximale Länge einer Kette von ineinander enthaltenen Primidealen minus 1 definiert.

### Dimension einer Mannigfaltigkeit
Ebenso ist die Dimension einer Mannigfaltigkeit die maximale Länge einer Kette von ineinander enthaltenen Mannigfaltigkeiten, bei der jedes Glied der Kette Rand einer Teilmenge des vorigen ist. Zum Beispiel ist der Rand der Erdkugel die Erdoberfläche; Rand von deren Teilmenge Deutschland ist die Staatsgrenze; Rand eines bestimmten Grenzabschnitts sind die beiden Endpunkte – da es keine längere Kette gibt, hat die Erdkugel Dimension 3. Da Inklusion und Randbildung immer definiert sind, liefert dies einen Dimensionsbegriff für jeden topologischen Raum (sog. induktive Dimension). Ein gebräuchlicherer topologischer Dimensionsbegriff ist aber die Lebesguesche Überdeckungsdimension.

## Topologische Dimension
Ein topologischer Raum {\displaystyle X} hat die Dimension {\displaystyle n}, wenn {\displaystyle n} die kleinste natürliche Zahl ist, derart dass es zu jeder offenen Überdeckung {\displaystyle (U_{i})_{i}} eine feinere offene Überdeckung {\displaystyle (V_{j})_{j}} gibt, so dass jeder Punkt aus {\displaystyle X} in höchstens {\displaystyle n+1} der Mengen {\displaystyle V_{j}} liegt. Gibt es kein solches {\displaystyle n}, so heißt {\displaystyle X} von unendlicher Dimension.

Daneben wird in der Topologie als Alternative zur Lebesgueschen Überdeckungsdimension noch die sogenannte Induktive Dimension herangezogen: 

## Fraktale Dimension
Neben den bislang angegebenen ganzzahligen Dimensionen kennt man auch verallgemeinerte, rational- oder reellzahlige Dimensionsbegriffe, mit deren Hilfe sogenannte Fraktale verglichen werden können.

## Algebraische Geometrie
Siehe Algebraische Varietät und Dimension (kommutative Algebra) (Krulldimension).

## Ordnungsdimension
Der Begriff der Ordnungsdimension basiert auf dem Satz von Dushnik-Miller, wonach auf einer Menge {\displaystyle X} jede teilweise Ordnung als Durchschnitt von linearen Ordnungen darstellbar ist. Einer teilweise geordneten Menge {\displaystyle (X,\leq )} wird dann als Ordnungsdimension die kleinste Mächtigkeit eines derartigen darstellenden Systems linearer Ordnungsrelationen auf {\displaystyle X} zugeordnet.